# Kolokani
Kolokani is een gemeente (commune) van ongeveer 44.200 inwoners in Mali. De stad is gelegen in de regio van Koulikoro.
Het is de hoofdstad van de Cercle van Kolokani, die bestaat uit 10 Communes (Didieni, Guihoyo, Kolokani, Massantala, Nonkon, Nossombougou, Ouolodo, Sagabala, Sebecoro and Tioribougou). 
De Cercle van Kolokani heeft een oppervlakte van 14,380 km² en een inwonertal van 233.000.